# Prana (álbum)
Prana é um EP musical do Duo musical japonês Yoshida Brothers, sendo o nono álbum de estúdio da dupla. Prana, em sânscrito:(प्राण), significa sopro de vida.
O EP, que foi lançado pelo selo Sony Music em 29 de abril de 2015, contém as músicas do duo que foram compostas especialmente para o anime Naruto. A música tema do anime, "Prana", chegou a vender mais de 1 milhão de cópias.

## Faixas
- Todas as faixas compostas por Yoshida Brothers.

| N.º | Título                                            | Duração |  |
| 1.  | "Prana"                                           | 3:52    |  |
| 2.  | "You ( 悠 )"                                      | 2:34    |  |
| 3.  | "百花繚乱 = Hyakkan Ryouran (Daishi Dance Remix)" | 3:10    |  |
| 4.  | "Nemure"                                          | 4:35    |  |
| 5.  | "Horizon"                                         | 6:36    |  |